# بولينا كوكلينا
بولينا كوكلينا (بالروسية: Куклина, Полина)‏ (ولدت في 14 يوليو 1986 في موسكو)، عارضة أزياء روسية، ظهرت على غلاف مجلة فوج اليابانية والكورية والروسية.

## روابط خارجية
- بولينا كوكلينا على موقع دليل عارضات الأزياء (الإنجليزية)
- Photos of Polina Kouklina at style.com
- Portfolio at Trump Model Management
- Portfolio at FM Modeling Agency
- Portfolio at City Models Agency نسخة محفوظة 25 أبريل 2012 على موقع واي باك مشين.
- Portfolio at D'Management Group
- Portfolio at M4 Models Management